# مورفئوس

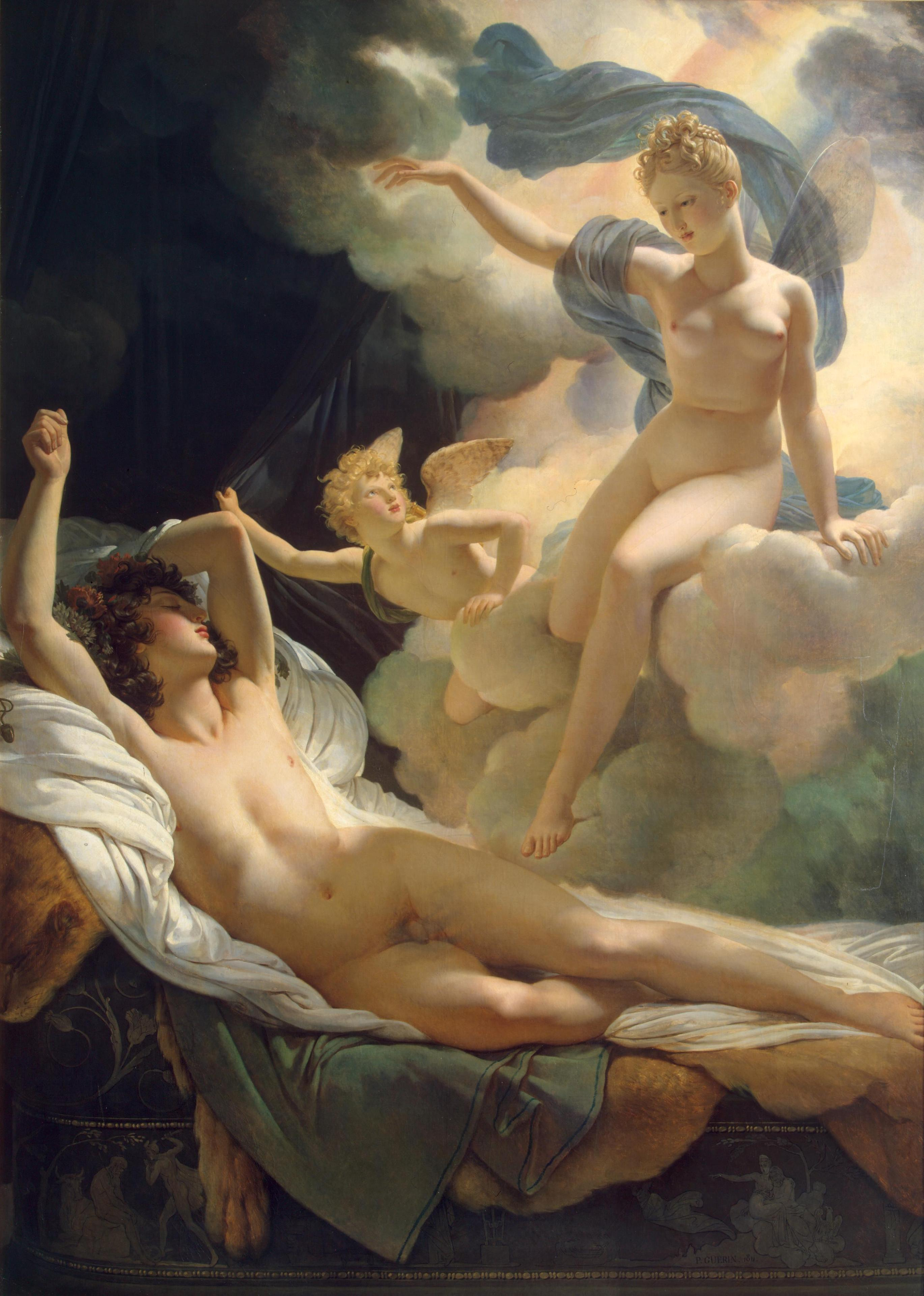
مورفئوس و ایریس، موزه ارمیتاژ (۱۸۱۱)

مورفئوس (به یونانی: Μορφευς) (به معنای کسی که شکل می‌دهد) در اساطیر یونانی ایزد رؤیاها و رهبر اونیروس‌ها است. او همچنین شخصیتی است که در روایت دگردیسی‌ها، اثر شاعر نامدار رومی اووید حضور دارد، اما هیچ نقشی در اساطیر یونانی ندارد. مورفئوس پسر هوپنوس، خدای خواب است و توانایی تقلید هر شکلی از ظاهر انسان‌ها و نمایان شدن در خواب آن‌ها را دارد. کلمهٔ مرفین، از نام این ایزد گرفته شده‌است.
مورفئوس همچنین یکی از شخصیت‌های اصلی در سه‌گانه فیلم ماتریکس است که لارنس فیشبورن نقش او را بازی کرده‌است. به علاوه آنکه در سریال مردی شنی یا سندمن به عنوان پادشاه رویاها حضور داشته.